# Марбл (Колорадо)
Марбл (енгл. Marble) град је у америчкој савезној држави Колорадо.

## Демографија
По попису из 2010. године број становника је 131, што је 26 (24,8%) становника више него 2000. године.
| Група             | 2000.       | 2010.       |
| Белци             | 104 (99,0%) | 120 (91,6%) |
| Афроамериканци    | 0 (0,0%)    | 0 (0,0%)    |
| Азијати           | 0 (0,0%)    | 0 (0,0%)    |
| Хиспаноамериканци | 1 (1,0%)    | 7 (5,3%)    |
| Укупно            | 105         | 131         |